# Garbarnia Kraków
Garbarnia Kraków ist ein polnischer Fußballverein aus dem Krakauer Stadtteil Ludwinów. Der Verein, der bereits 15 Saisons in der Ekstraklasa spielte und 1931 Polnischer Meister wurde, spielt heute in der drittklassigen 2. Liga.

## Geschichte
Der Verein wurde 1921 unter dem Namen KS Lauda gegründet und hieß ab 1924 KS Garbarnia, als es von den Polskie Zakłady Garbarskie (=„Polnische Gerberbetriebe“) gesponsert wurde. 1929 konnte der Verein seinen ersten größeren Erfolg mit dem Vizemeistertitel hinter Warta Posen erringen. 1931 gelang ihm sein größter Erfolg, als er polnischer Meister vor dem Lokalrivalen Wisła Krakau wurde. 1949 wurde der Vereinsname in ZS Związkowiec Kraków geändert und nach einer Fusion mit Korona Kraków folgten weitere Änderungen des Namens. Seit 1971 heißt der Verein RKS Garbania. In der Saison 2008/09 schaffte der Verein den Aufstieg in die 3. Liga und zwei Jahre später den Aufstieg in die 2. Liga. Der Verein stieg in der Saison 2013/14 jedoch wieder ab und spielte seitdem in der 3. Liga. In der Saison 2015/16 wurde der Verein Erster der 3. Liga, scheiterte jedoch in den Aufstiegsspielen an Warta Posen. In der Folgesaison wurde man erneut Meister, was in diesem Jahr den direkten Aufstieg in die 2. Liga bedeutete. In der Saison 2017/18 stiegen die „Gerber“ nach Aufstiegsspielen gegen Pogoń Siedlce in die 1. Liga auf, dort verpasste man jedoch den Klassenerhalt und musste direkt in die 2. Liga zurückkehren.

## Erfolge
- Polnischer Meister: 1931
- Polnischer Vizemeister: 1929
- Viertelfinale im Polnischen Pokal: 1950/51, 1966/67, 1973/74

## Ehemalige Trainer
- Emil Rauchmaul (1933)